# Palicourea brenesii
Palicourea brenesii är en måreväxtart som beskrevs av Paul Carpenter Standley. Palicourea brenesii ingår i släktet Palicourea och familjen måreväxter.
Artens utbredningsområde är Costa Rica. Inga underarter finns listade i Catalogue of Life.